# Ordre de la Valeur

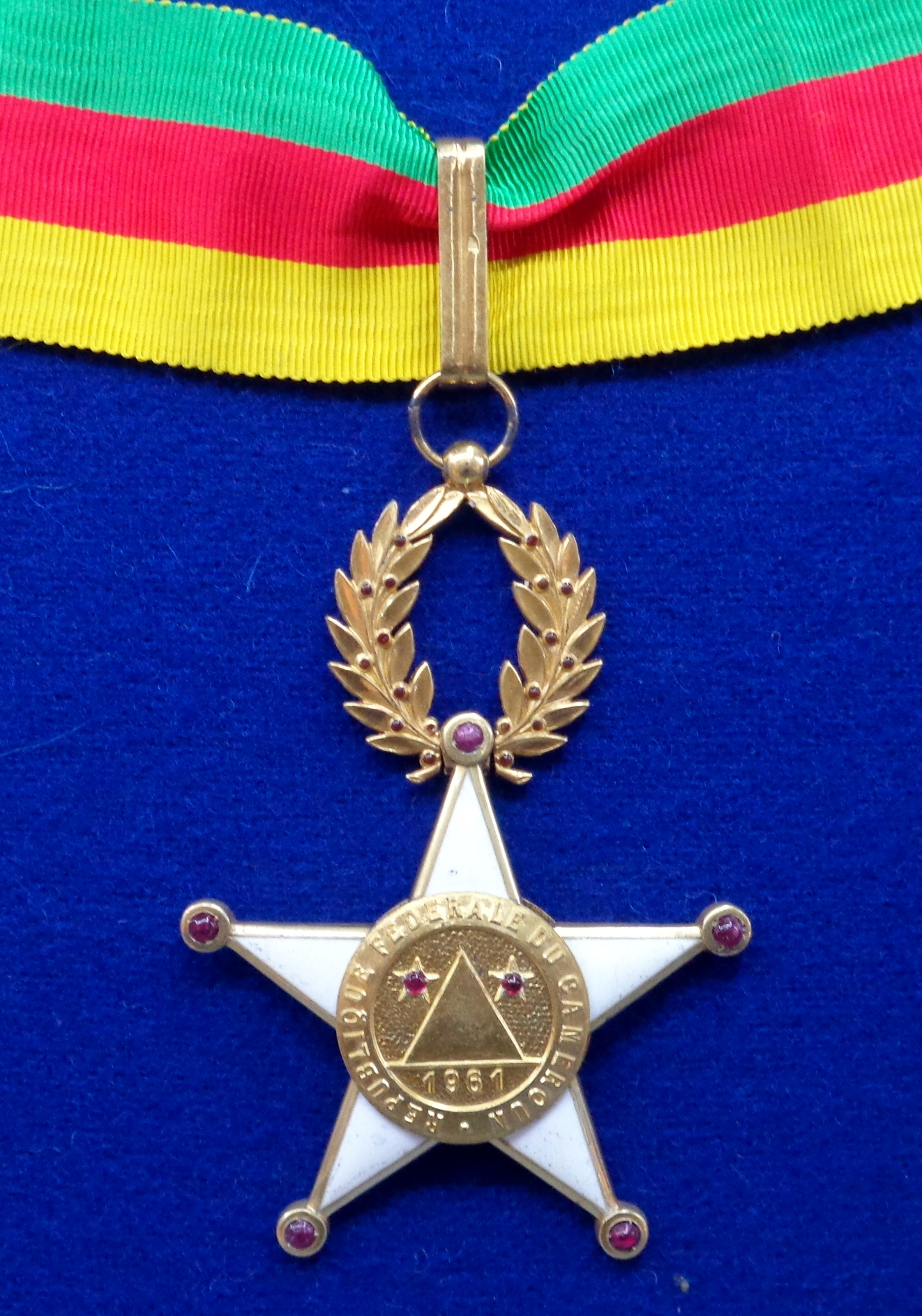
Ordre de la Valeur, Kamerun

Der Ordre de la Valeur (englisch Order of Valour, Order of Value, dt.: „Wert-Orden“) ist der höchste Orden von Kamerun. Er wird für Verdienste für die Regierung von Kamerun verliehen.
Er umfasst sieben Ränge: Ritter, Offizier, Kommandant, Großoffizier, Großkreuz, Grand Collier und Grand Cordon. Nominierungen und Beförderungen, begrenzt auf 200 pro Jahr, finden am 20. Mai jeden Jahres statt, dem Nationalfeiertag Fête nationale camerounaise (Cameroonian National Day). Der nächste Orde ist der Ordre du Mérite camerounais.

## Bänder
Ein erstes Band mit den Farben der Nationalflagge wurde seit der Einsetzung des Ordens im Jahr 1957 verwendet. Nach den aktuellen Statuten von 1972 ist das Band nur noch in Rot gehalten.
| Chevalier – Ritter | Officier – Offizier | Commandeur – Kommandant | Grand officier – Großoffizier | Grand-croix – Großkreuz |
| ------------------ | ------------------- | ----------------------- | ----------------------------- | ----------------------- |
|                    |                     |                         |                               |                         |

## Ordensträger
Ritter
- Feu Effa henri[2]
- Mahamat Abdoulkarim
- Dr. Charlotte Tchemy
- Prof. Tchawa Paul
- Nguemo Lucas, Hauptkanzler des Obersten Gerichtshofs (greffier en chef) von Bafoussam

Offizier
- Emmanuel Richard Priso Ngom Priso
- Dr. Charlotte Tchemy
- Ekambi Brillant, Künstler und Sänger

Kommandant
- Celestin Bedzigui, President du PAL, Präsidentschaftskandidat 2025
- Abel Moumé Etia, Meteorologieingenieur, hochrangiger Beamter und Schriftsteller
- Emmanuel Bonde, Beamter
- Awono Louis Thadée, Fregattenkapitän, Büroleiter der Polizeistation beim Marinestab in Yaoundé (31. August 2021).
- Francis Ngannou (* 1986), Mixed-Martial-Arts-Weltmeister
- Joël Hans Embiid (* 1994), Basketballer
- Olivette Otele (* 1970), Professorin für Kolonialgeschichte an der Universität Bristol
- John Nkengasong, globaler Koordinator für Krankheitskontrolle, Kontrolle und Prävention in Yaoundé.
- Emmanuel Poueme, ehemaliger leitender Angestellter und politischer Führer